# Ключинский сельсовет
Ключинский сельсове́т — муниципальное образование (сельское поселение) в Ачинском районе Красноярского края. Административный центр поселения — посёлок Ключи.

## География
Ключинский сельсовет находится южнее районного центра. Удалённость административного центра сельсовета — посёлка Ключи от районного центра — города Ачинск составляет 13 км.

## История
Ключинский сельсовет наделён статусом сельского поселения в 2005 году.

## Население
| 2010  | 2012  | 2013  | 2014  | 2015  | 2016  | 2017  |
| ----- | ----- | ----- | ----- | ----- | ----- | ----- |
| 2744  | ↗2775 | ↗2819 | ↗2880 | ↘2776 | ↘2725 | ↘2667 |
| 2018  | 2019  | 2020  | 2021  |       |       |       |
| ↘2635 | ↘2631 | ↘2543 | ↘2477 |       |       |       |

Гендерный состав
По данным Всероссийской переписи населения 2010 года 1383 мужчины и 1361 женщина из 2744 чел.

## Состав сельского поселения
В состав сельского поселения входят 6 населённых пунктов:
| № | Населённый пункт | Тип населённого пункта          | Население |
| - | ---------------- | ------------------------------- | --------- |
| 1 | Заворки          | село                            | ↗82       |
| 2 | Каменка          | деревня                         | ↗1208     |
| 3 | Ключи            | посёлок, административный центр | ↘1015     |
| 4 | Малый Улуй       | деревня                         | ↗430      |
| 5 | Улуй             | посёлок                         | ↘13       |
| 6 | Чулымка          | посёлок                         | ↘11       |